# Eumedonia montriensis
Eumedonia montriensis är en fjärilsart som beskrevs av Nel 1976. Eumedonia montriensis ingår i släktet Eumedonia och familjen juvelvingar. Inga underarter finns listade i Catalogue of Life.